# Matenci
 Matenci  falu Horvátországban Krapina-Zagorje megyében. Közigazgatásilag Donja Stubicához tartozik.

## Fekvése
Zágrábtól 21 km-re északra, községközpontjától 1 km-re északkeletre a Horvát Zagorje területén a megye déli részén fekszik.

## Története
A településnek 1857-ben 203, 1910-ben 296 lakosa volt. Trianonig Zágráb vármegye Stubicai járásához tartozott.  2001-ben 473 lakosa volt.

## Nevezetességei
Páduai Szent Antal tiszteletére szentelt temploma 1870-ben épült. A templom a falu felett egy fennsíkon található. Egy 1669-ből származó régebbi falazott kápolna helyén épült. A templom alaprajza egy téglalap alakú hajóból és egy sokszögű szentélyből áll, amelyhez sekrestye csatlakozik. A belső teret félköríves diadalív osztja két részre. A hajó csehsüvegboltozatú, míg a szentély valamivel alacsonyabb és keskenyebb. A kórus a nyugati részen található. A templom külseje egyszerűen formázott, barokk-klasszicista stílusú.